# Rohrreibungszahl

Das Rohrreibungsdiagramm (Moody-Diagramm) stellt die Rohrreibungszahl in Abhängigkeit von der Reynolds-Zahl und der Rauheit k dar. Sie ist so definiert, dass sie bei voll ausgebildeter Turbulenz (das Gebiet rechts oben) unabhängig von der Reynolds-Zahl ist.

Die Rohrreibungszahl (auch Rohrreibungsbeiwert) λ (Lambda) ist eine dimensionslose Kennzahl zur Berechnung des Druckabfalls einer Strömung aufgrund des Strömungswiderstands in einem geraden Rohr. Siehe auch: Strömung in Rohrleitungen

## Definition
Der Druckverlust {\displaystyle \Delta p} ist bei gegebener (eventuell komplizierter) Geometrie und turbulenter Strömung näherungsweise proportional zur kinetischen Energiedichte. Das wird mit dem Druckverlustbeiwert ζ (Zeta) berücksichtigt:
{\displaystyle \Delta p=\zeta ~{\frac {\rho }{2}}v^{2}}
Darin ist {\displaystyle \rho } die Dichte des Mediums und {\displaystyle v} die mittlere Strömungsgeschwindigkeit.
Für lange, gerade Rohre liegt es nahe, auch den Einfluss der Länge {\displaystyle L} und des Durchmessers {\displaystyle D} explizit zu berücksichtigen:
{\displaystyle \Delta p=\lambda ~{\frac {L}{D}}{\frac {\rho }{2}}v^{2}}
Für weniger lange Rohre gilt das nur näherungsweise, bzw. genügend weit hinter dem Eintritt differenziell:
{\displaystyle {\frac {\mathrm {d} p}{\mathrm {d} x}}=\lambda ~{\frac {\rho v^{2}}{2D}}}

### Laminare Strömung
Für die laminare, voll ausgebildete Strömung in einem kreisrunden Rohr bestimmt sich die Rohrreibungszahl nach dem Gesetz von Hagen-Poiseuille zu:
{\displaystyle \lambda ={\frac {64}{Re}}}
mit der Reynolds-Zahl (Re < 2300)

### Turbulente Strömung
Bei turbulenter Strömung gibt es zur Bestimmung der Rohrreibungszahl mehrere Näherungsformeln, die je nach Rauheit des Rohrs angewendet werden:
- Hydraulisch glattes Rohr, d. h. die Unebenheiten der Rohrwand sind zur Gänze von einer viskosen Unterschicht umhüllt. Der Wert von {\displaystyle \lambda } errechnet sich mit der Formel von Prandtl iterativ. Als Startwert kann {\displaystyle \lambda =0{,}02} verwendet werden[1]:

{\displaystyle {\frac {1}{\sqrt {\lambda }}}=2{,}0\log _{10}\left(Re{\sqrt {\lambda }}\right)-0{,}8=-2\log _{10}\left({\frac {2{,}51}{Re{\sqrt {\lambda }}}}\right)}
Über die Lambertsche W-Funktion lässt sich auch eine explizite Formulierung angeben:
{\displaystyle \lambda =\left({\frac {\ln 10}{2}}\right)^{2}\cdot \left[W\left({\frac {\ln 10}{2}}\cdot \exp \left(-0{,}8\cdot {\frac {\ln 10}{2}}\right)\cdot Re\right)\right]^{-2}={\frac {1{,}32547}{\left[W\left(0{,}458338\cdot Re\right)\right]^{2}}}}
Eine häufig verwendete einfache Korrelation zur näherungsweisen Berechnung des Druckverlustverhaltens des glatten Rohres im Bereich {\displaystyle Re<10^{5}} ist die nach Blasius
{\displaystyle \lambda ={\frac {0{,}3164}{Re^{0{,}25}}}}
- Hydraulisch raues Rohr, d. h. die Unebenheiten der Wand des Rohres werden nicht mehr von einer viskosen Unterschicht umhüllt. Der Wert von {\displaystyle \lambda } errechnet sich mit der Formel von Nikuradse:

{\displaystyle {\frac {1}{\sqrt {\lambda }}}=-2\log _{10}\left({\frac {k}{3{,}71D}}\right)}
mit der äquivalenten Sandrauigkeit {\displaystyle k} in mm
- Übergangsbereich zwischen den vorstehend angeführten Zuständen. Hier gilt nach Colebrook und White:

{\displaystyle {\frac {1}{\sqrt {\lambda }}}=-2\log _{10}\left({\frac {2{,}51}{Re{\sqrt {\lambda }}}}+{\frac {k}{3{,}71D}}\right)}
Diese Formel kann näherungsweise auch für den hydraulisch glatten Bereich {\displaystyle (k\to 0)} und den hydraulisch rauen Bereich {\displaystyle (k\to \infty )} genutzt werden.
Die Grenze zwischen Übergangs- und rauem Bereich verläuft nach Moody bei
{\displaystyle Re{\sqrt {\lambda }}\ {\frac {k}{D}}=200\Leftrightarrow {\frac {1}{\sqrt {\lambda }}}={\frac {Re}{200}}\ {\frac {k}{D}}}.

## Erläuterungen

### Rauheiten
Die nachstehende Tabelle enthält Beispiele für absolute Rauheiten.
| Werkstoff und Rohrart                | Zustand der Rohre                    | {\displaystyle k} in mm |
| ------------------------------------ | ------------------------------------ | ----------------------- |
| absolut glattes Rohr                 | theoretisch                          | 0                       |
| neuer Gummidruckschlauch             | technisch glatt                      | ca. 0,0016              |
| Rohre aus Kupfer, Leichtmetall, Glas | technisch glatt                      | 0,001 … 0,0015          |
| Kunststoff                           | neu                                  | 0,0015 … 0,007          |
| Rohr aus Gusseisen                   | neu                                  | 0,25 … 0,5              |
| Rohr aus Gusseisen                   | angerostet                           | 1,0 … 1,5               |
| Rohr aus Gusseisen                   | verkrustet                           | 1,5 … 3,0               |
| Stahlrohre                           | gleichmäßige Rostnarben              | ca. 0,15                |
| Stahlrohre                           | neu, mit Walzhaut                    | 0,02 … 0,06             |
| Stahlrohre                           | leichte Verkrustung                  | 0,15 … 0,4              |
| Stahlrohre                           | starke Verkrustung                   | 2,0 … 4,0               |
| Betonrohre                           | neu, Glattstrich                     | 0,3 … 0,8               |
| Betonrohre                           | neu, rau                             | 2,0 … 3,0               |
| Betonrohre                           | nach mehrjährigem Betrieb mit Wasser | 0,2 … 0,3               |
| Asbest-Zementrohre                   | neu                                  | 0,03 … 0,1              |
| Steinzeugrohre                       | neu, mit Muffen und Stößen           | 0,02 … 0,25             |
| Tonrohre                             | neu, gebrannt                        | 0,6 … 0,8               |

Um verschiedene Rauheiten zu vergleichen, kann man die äquivalente Sandrauigkeit verwenden.
Die Verlustbeiwerte können berechnet oder aus Tabellen bzw. Diagrammen entnommen werden.

### Verlustbeiwerte für teilgefüllte Rohre bzw. beliebige Gerinnequerschnitte
In Entsprechung der Berechnung der Verlustbeiwerte für vollgefüllte Rohre können Verlustbeiwerte auch für teilgefüllte Rohre bzw. beliebige Gerinnequerschnitte ermittelt werden. Dabei wird in der Berechnung statt des Rohrinnendurchmessers {\displaystyle D} der hydraulische Durchmesser {\displaystyle d_{h}} verwendet:
{\displaystyle d_{h}={\frac {4\cdot A}{U}}}
mit
- der Querschnittsfläche {\displaystyle A}
- dem benetzten Umfang {\displaystyle U}.

Die Anwendung der Rohrreibungszahl hat sich für die Berechnung des Abflusses in offenen Gerinnen bisher nicht durchgesetzt und wird nur zur Berechnung des Abflusses in Rohren angewendet. Zur Berechnung des Abflusses in offenen Gerinnen wird zumeist auf die empirisch gewonnene Fließformel nach Strickler (im englischen Sprachraum nach Manning), zurückgegriffen.